# 堤町 (八戸市)
堤町（つつみちょう）は、青森県八戸市の地名。

## 地理
八戸市の中央部に位置し、北に売市・長根公園、東に馬場町・番町、南に廿三日町、西に本徒士町に面している。地区の面積は19284平方メートル。八戸市中心市街地の区域、三八城地区に属する。

## 地名の由来
南部八戸の城下町によると「町名は北にある売市堤の堤端にあったことによる」と記されている。売市堤とは現在の長根運動公園一帯である。

## 歴史

### 沿革
- 1872年（明治5年）町村役人廃止により大区小区制による地方行政制度に改められる[8]。当時地名は堤丁とされ、九大区二小区の42村の一つに含まれた[9]。
- 1889年（明治22年）4月1日 - 町村制施行。堤丁は三戸郡八戸町に属する。
- 1929年（昭和4年） 市制施行に伴い、堤町は八戸市に属する[10]。

## 世帯数と人口
| 字       | 世帯数 | 人口 |
| 大字堤町 | 20世帯 | 33人 |
| 合計     | 20世帯 | 33人 |